# Ptax
Ptax é uma taxa de câmbio calculada durante o dia pelo Banco Central do Brasil. Consiste na média das taxas informadas pelas instituições financeiras durante 4 janelas do dia. É a taxa de referência para o valor do dólar de D2 (em dois dias úteis). Normalmente, os contratos de derivativos de câmbio são liquidados com base na PTAX divulgada para o dia útil anterior.
As taxas PTAX de compra e de venda correspondem, respectivamente, às médias aritméticas das taxas de compra e de venda das consultas realizadas diariamente. São feitas quatro consultas de taxas aos dealers de câmbio: entre 10h e 10h10; 11h e 11h10; 12h e 12h10; e 13h e 13h10. Cada janela de consulta dura 2 minutos, e as taxas de câmbio de compra e de venda referentes a cada consulta correspondem, respectivamente, às médias das cotações de compra e de venda efetivamente fornecidas pelos dealers, excluídas, em cada caso, as duas maiores e as duas menores.
O Ptax é comumente utilizado como referência por bancos e financeiras para calcular, em reais, o valor de compras realizadas no exterior utilizando cartão de crédito.
Pode-se consultar a taxa diariamente no site oficial do Banco Central do Brasil.